# Centro de Ciências da Universidade Federal do Ceará
O Centro de Ciências é uma Unidade Acadêmica da Universidade Federal do Ceará localizada no Campus do Pici, Fortaleza, Ceará.

## Departamentos
- Departamento de Biologia
- Departamento de Bioquímica e Biologia Molecular
- Departamento de Computação
- Departamento de Estatística e Matemática Aplicada
- Departamento de Física
- Departamento de Geografia
- Departamento de Geologia
- Departamento de Matemática
- Departamento de Química Analítica e Físico Química
- Departamento de Química Orgânica e Inorgânica

## Cursos
- - Biotecnologia
  - Ciência da Computação
  - Ciências Biológicas
  - Computação
  - Estatística
  - Física
  - Geografia
  - Geologia
  - Matemática
  - Matemática Industrial
  - Química
  - Química Industrial